# Harald Birklhuber

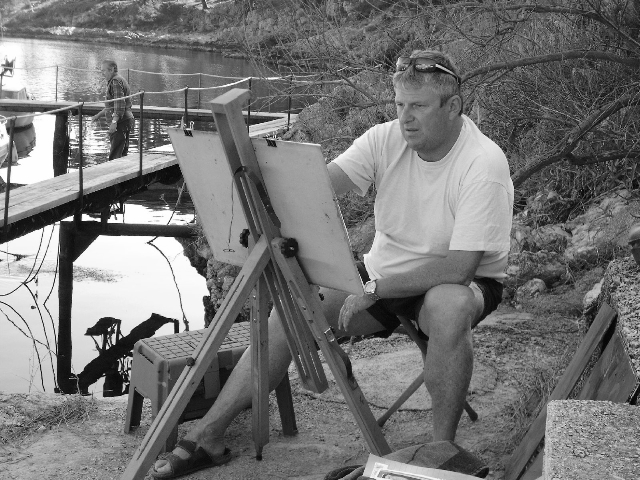
Harald Birklhuber (2006)

Harald Birklhuber (* 1961 in Steyr) ist ein österreichischer Maler.

## Leben
Harald Birklhuber absolvierte von 1992 bis 1997 die Hochschule für künstlerische und industrielle Gestaltung in Linz und schloss diese 1997 mit dem Diplom der Meisterklasse für Malerei und Grafik ab. Zurzeit lebt und arbeitet er in Kronstorf. Er ist Mitglied der Vereinigung Kunstschaffender Oberösterreichs. Seine Werke sind sowohl in öffentlichen als auch in privaten Sammlungen zu finden.

## Künstlerischer Arbeitsbereich

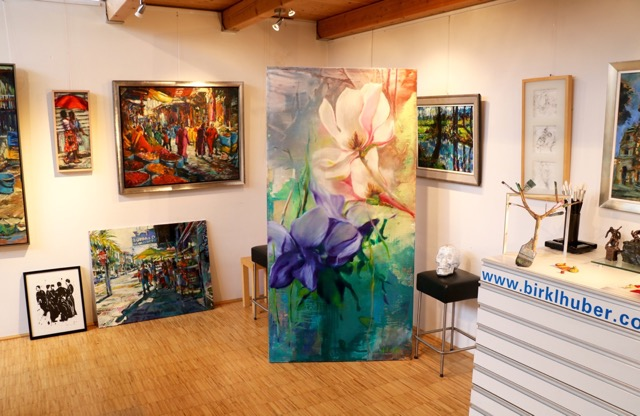
Atelier Birklhuber

Die Kunsthistorikerin  Karin Zangerl beschreibt ihn als Maler, der eine unverwechselbare künstlerische Identität entwickelt habe.
„Die Spontanität seiner Malweise zeugt von der expressiven Prägung seiner Bilder. Der virtuose Umgang mit dem Licht hingegen erinnert zweifelsohne an den österreichischen Stimmungsimpressionismus. Wie die internationalen Impressionisten geht auch Birklhuber direkt von den Natureindrücken und der Momenthaftigkeit der Figuren und Gegenstände aus. Stets bleibt er der Gegenständlichkeit verpflichtet, ohne im eigentlichen Sinne abzubilden.“
Dabei spielt er laut der Kunsthistorikerin Eva-Maria Manner mit dem Kolorit, weitet die die übliche Farbpalette aus und erhebt in seinen Werken „Gewöhnliches“ zum Bildsujet.
Es geht ihm um das – zuerst für ihn selbst – gelungene Bild. Das findet er nicht in der Übereinstimmung der Darstellung mit der Wirklichkeit, sondern in der Übereinstimmung des Gemalten mit dem von ihm Gefühlten.

### Studienaufenthalte
Israel (1995, 2000), Madrid (1995), London (1996), Andalusien (2001), Ligurien Cinque Terre (2002), Frankreich („Auf den Spuren Cezannes“ (2004)), Kroatien (2006), Kalifornien und New York (2007), Kuba (2009), Südafrika (2012), Zypern (2015) und Marrakesch (2017)

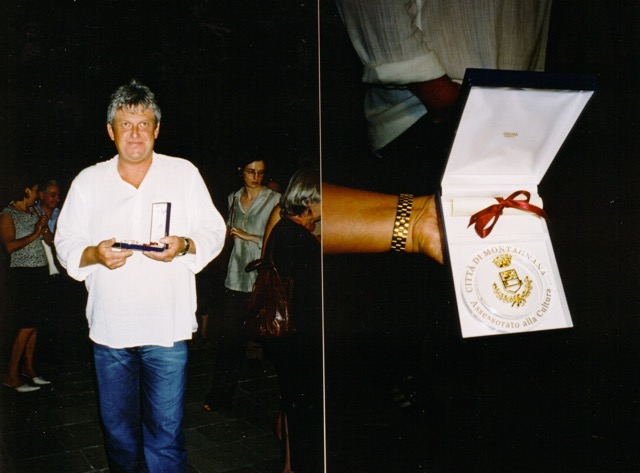
Kulturmedaille Montagnana 2003

### Preise
- Preisträger Künstlerwettbewerb des Heeresgeschichtlichen Museums Wien mit Arbeitsaufenthalt in Zypern (1997).
- Kulturmedaille Montagnana 2003
- Kulturehrenzeichen des Landes Oberösterreich in Bronze (2021)[4]

### Einzelausstellungen und Ausstellungsbeteiligungen (Auswahl)
- Galerie Medio (1992)
- Stift Kremsmünster hfg-Linz (1995)
- Kulturehrenzeichen Oberösterreich 2022Schloß Ulmerfeld (1997)

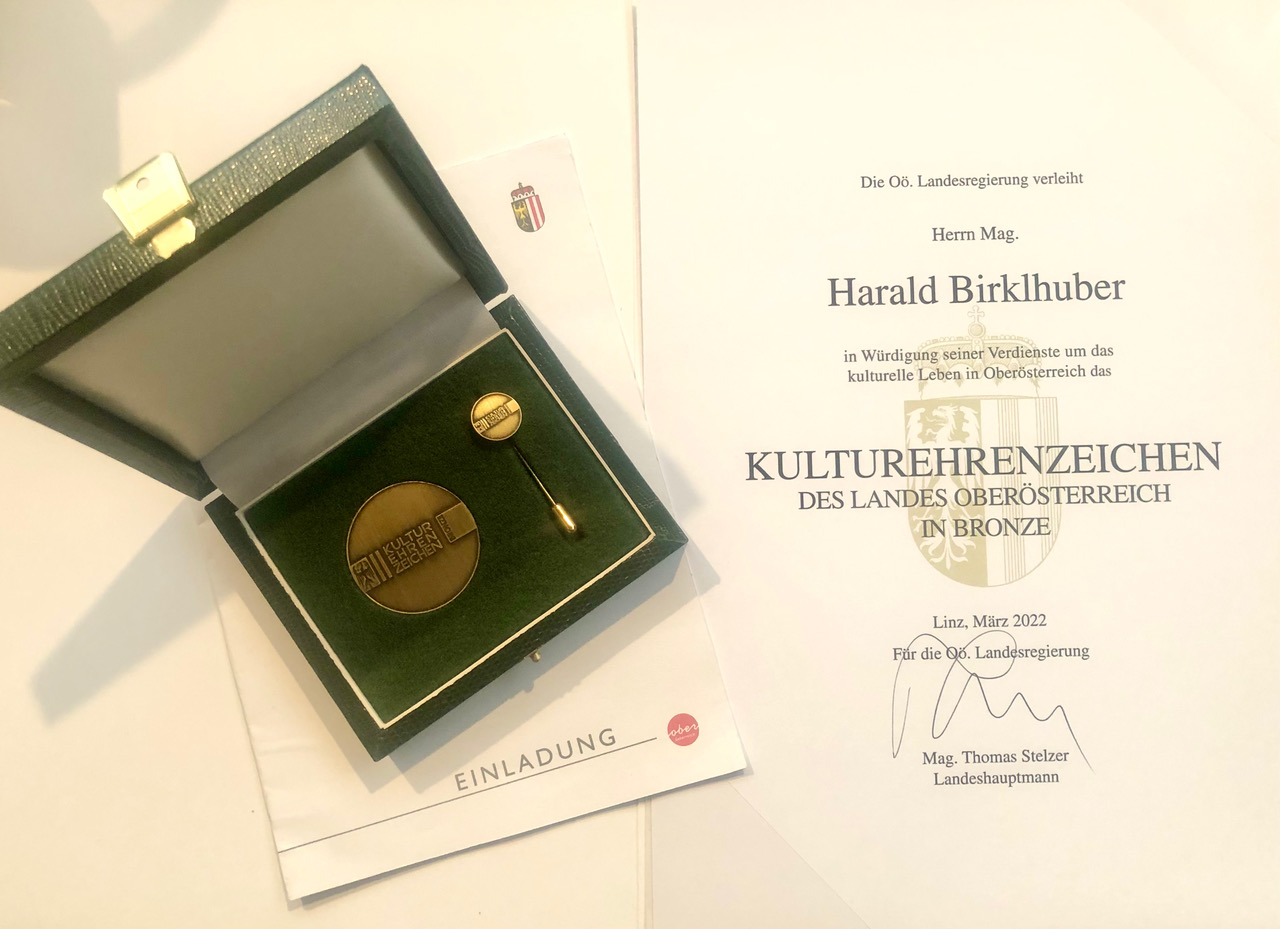
Kulturehrenzeichen Oberösterreich 2022

- Galerie Lehner Linz (1998, 2000, 2002, 2004,)
- „Absolventen der Kunstuni Linz“ Stift Seitenstetten (1998)*
- Galerie Figl, St. Pölten (1999, 2001)
- Altstadt Galerie Hall, Tirol (1999, 2001, 2003, 2005, 2008)
- Lebzelterhaus Vöcklabruck (1999)
- „Zwischen den Fronten“, Heeresgeschichtliches Museum (1999–2000)*
- „Positionen“ Kulturforum „Abraxas“ in Augsburg (2000)*
- Schlossgalerie Steyr (2002)
- Schloss Ennsegg (2005)
- Nordico-Museum „Realismus in OÖ“ (2006)*
- Lentos, Linz (2010)*
- “That´s New”, Kunstsammlung des Landes OÖ, Linz (2012)*[5]
- Atelier43, St.Veit/Glan (2013)*
- Aaart Foundation, Kirchberg/Tirol (2013)
- Museum Angerlehner, Wels (2014)*[6]
- Altstadt Galerie Hall, Hall/Tirol (2014, 2017/18, 2020/21)[7]
- Kensington, Linz (2015)
- “Die Welt ist alles, was Farbe ist”, Vereinigung Kunstschaffender Oberösterreichs,[8] Dominikanerhaus, Steyr (2017)
- Galerie Zwach – Dorschvilla, Schörfling am Attersee (2006, 2011, 2017)[9]
- Brauhaus-Galerie, Kunst- und Kulturvereinigung im Brauhaus Freistadt (2021)[10]
- Raiffeisenbank Sierning (2021)[11]